# Persicaria palmata
Persicaria palmata är en slideväxtart som först beskrevs av Stephen Troyte Dunn, och fick sitt nu gällande namn av K. Yonekura & Hiroyoshi Ohashi. Persicaria palmata ingår i släktet pilörter, och familjen slideväxter. Inga underarter finns listade i Catalogue of Life.